# Ferrovia Bengasi-Barce
La ferrovia Bengasi-Barce era una delle linee ferroviarie costruite in Libia nel periodo del colonialismo italiano.
Congiungeva la città di Bengasi, capoluogo della Cirenaica, con la città di Barce (oggi: Al-Marj), attraversando l'altopiano detto Gebel el-Achdar.

## Caratteristiche
Lo scartamento era il "ridotto italiano" (950 mm).

### Percorso
| Unknown route-map component "exKBHFa" |

| Unknown route-map component "exABZgr" |

| Unknown route-map component "exBHF" |

| Unknown route-map component "exBHF" |

| Unknown route-map component "exBHF" |

| Unknown route-map component "exBHF" |

| Unknown route-map component "exBHF" |

| Unknown route-map component "exBHF" |

| Unknown route-map component "exBHF" |

| Unknown route-map component "exBHF" |

| Unknown route-map component "exBHF" |

| Unknown route-map component "exBHF" |

| Unknown route-map component "exKBHFe" |

## Traffico
La linea veniva percorsa giornalmente da una coppia di treni diretti con le fermate intermedie a Benina, Regima, El Abiar e una coppia di misti con fermata in tutte le località.